# Йорк (Пенсільванія)
Йорк (англ. York) — місто (англ. city) в США, адміністративний центр округу Йорк штату Пенсільванія. Населення — 44 800 осіб (2020). З 30 вересня 1777 року по 2 червня 1778 було столицею США. Відоме також як «Місто білої троянди».

## Географія
Місто розташоване на півдні Центральної Пенсільванії, на висоті 133 метри над рівнем моря. У декількох кілометрах на північний схід від Йорка протікає річка Саськуеханна.
Йорк розташований за координатами 39°57′53″ пн. ш. 76°43′55″ зх. д. / 39.96472° пн. ш. 76.73194° зх. д. (39.964798, -76.731840).  За даними Бюро перепису населення США в 2010 році місто мало площу 13,83 км², з яких 13,71 км² — суходіл та 0,13 км² — водойми.

### Клімат
| Клімат : Йорк                                                                             | Клімат : Йорк | Клімат : Йорк | Клімат : Йорк | Клімат : Йорк | Клімат : Йорк | Клімат : Йорк | Клімат : Йорк | Клімат : Йорк | Клімат : Йорк | Клімат : Йорк | Клімат : Йорк | Клімат : Йорк | Клімат : Йорк |
| Показник                                                                                  | Січ.          | Лют.          | Бер.          | Квіт.         | Трав.         | Черв.         | Лип.          | Серп.         | Вер.          | Жовт.         | Лист.         | Груд.         | Рік           |
| Абсолютний максимум, °C                                                                   | 22,2          | 23,9          | 30,0          | 32,8          | 33,9          | 35,6          | 37,8          | 37,2          | 35,0          | 32,2          | 28,9          | 25,6          | 37,8          |
| Середній максимум, °C                                                                     | 3,7           | 5,4           | 10,8          | 17,2          | 22,5          | 27,3          | 29,3          | 28,6          | 24,4          | 18,7          | 12,4          | 5,7           | 17,2          |
| Середній мінімум, °C                                                                      | −6,3          | −5,4          | −1,5          | 3,9           | 9,4           | 14,8          | 17,1          | 15,9          | 11,6          | 5,2           | 1,1           | −4,1          | 5,2           |
| Абсолютний мінімум, °C                                                                    | −24,4         | −24,4         | −24,4         | −8,3          | −2,2          | 3,9           | 6,7           | 5,6           | 0,0           | −5,6          | −11,1         | −23,3         | −24,4         |
| Норма опадів, мм                                                                          | 74            | 69            | 89            | 87            | 101           | 85            | 94            | 91            | 108           | 83            | 88            | 75            | 1045          |
| Днів з опадами                                                                            | 10,0          | 9,8           | 11,1          | 12,1          | 12,8          | 11,7          | 10,9          | 10,0          | 9,5           | 8,4           | 10,3          | 10,0          | 126,6         |
| Днів зі снігом                                                                            | 3,8           | 2,7           | 1,5           | 0,3           | 0             | 0             | 0             | 0             | 0             | 0             | 0,5           | 1,7           | 10,5          |
| ----------------------------------------------------------------------------------------- | ------------- | ------------- | ------------- | ------------- | ------------- | ------------- | ------------- | ------------- | ------------- | ------------- | ------------- | ------------- | ------------- |
| Джерело: NOAA (snow, precipitation days, and snow days from York 3 SSW Pump Station COOP) |               |               |               |               |               |               |               |               |               |               |               |               |               |

## Демографія
Згідно з переписом 2010 року, у місті мешкало 43 718 осіб у 16 253 домогосподарствах у складі 9467 родин. Густота населення становила 3160 осіб/км².  Було 18496 помешкань (1337/км²).
Расовий склад населення:
| - 51,2 % — білих - 28,0 % — чорних або афроамериканців - 1,2 % — азіатів - 0,6 % — корінних американців - 12,6 % — осіб інших рас |

До двох чи більше рас належало 6,3 %. Частка іспаномовних становила 28,5 % від усіх жителів.
За віковим діапазоном населення розподілялося таким чином: 28,7 % — особи молодші 18 років, 62,4 % — особи у віці 18—64 років, 8,9 % — особи у віці 65 років та старші. Медіана віку мешканця становила 30,1 року. На 100 осіб жіночої статі у місті припадало 92,9 чоловіків;  на 100 жінок у віці від 18 років та старших — 88,8 чоловіків також старших 18 років.
Середній дохід на одне домашнє господарство  становив 38 295 доларів США (медіана — 29 025), а середній дохід на одну сім'ю — 41 545 доларів (медіана — 31 664). Медіана доходів становила 34 100 доларів для чоловіків та 26 856 доларів для жінок. За межею бідності перебувало 37,3 % осіб, у тому числі 52,9 % дітей у віці до 18 років та 18,3 % осіб у віці 65 років та старших.
Цивільне працевлаштоване населення становило 16 383 особи. Основні галузі зайнятості: освіта, охорона здоров'я та соціальна допомога — 20,2 %, виробництво — 20,0 %, роздрібна торгівля — 13,3 %, мистецтво, розваги та відпочинок — 12,1 %.

## Міста-побратими
- Арль, Франція
- Лайнфельден-Ехтердінген, Німеччина